# Mantel·lisaure
El mantel·lisaure (Mantellisaurus, "llangardaix de Mantell") és un gènere representat per una única espècie de dinosaure ornitòpode iguanodòntid, que va viure en el Cretaci inferior (fa aproximadament 125 milions d'anys, en l'Aptià) en el que avui és Anglaterra.

## Descripció
El mantel·lisaure va ser un herbívor bípede semblança a l'iguanodont, però d'una constitució física més lleugera. Aconsegueixo els 7 m de llarg.